# Tzausio
Tzausio (en griego: τζαούσιος) era un cargo militar bizantino tardío, cuyas funciones y papel exacto son algo incierto. El término se deriva del turco çavuş, que significa «mensajero», y ha sido utilizado por los bizantinos quizás desde el siglo XI. En los siglos XIII-XV, se hizo aplicable a los oficiales que servían en puestos provinciales. Un tzausio podía servir como comandante de una guarnición de un castro (un centro administrativo fortificado dirigido por un cefalo), posiblemente combinando posiciones administrativas y militares, o como un oficial del megalagio del ejército de campo imperial. Muchos de los tzausios mencionados en las fuentes provenían de la provincia bizantina de Morea, donde jugaron un papel importante en la administración de la provincia. En Macedonia y Tracia, por el contrario, parecen haber estado muy limitados a un papel puramente militar dentro del megalagio.
La variante «megatzausio» (en griego: μέγας τζαούσιος) fue un título cortesano bajo el reinado de Juan III Ducas Vatatzés. Sus funciones son inciertas. El bizantinista francés Rodolphe Guilland sugiere que estaba a cargo de los tzausios subordinados, que actuaron como sucesores de los primeros cuerpos mensajeros imperiales, los mandatores. En el Libro de los Oficios de Jorge Codinos de mediados del siglo XIV, se le describe como responsable de mantener el orden del séquito imperial. Ciertamente, el megatzausio, Constantino Margarita, fue el comandante del séquito personal de Vatatzés, pero en tiempos posteriores, el título no parece corresponder a una función específica.